# Метлицкая, Мария
Мария Метлицкая (род. 19 июля 1959 года, Москва, СССР) — российская писательница, автор десятков книг в области популярной литературы. 

## Биография
Мария Метлицкая родилась 19-го июля 1959 года в Москве. В разное время занималась различными видами деятельности: например, росписью мебели и написанием стихов. Как писатель стала известна в 2011 году.
Мария Метлицкая является автором десятков книг, стартовый тираж новых изданий по состоянию на 2014 год составлял 40 тысяч экземпляров. Совокупный тираж романа «Дневник свекрови» по состоянию на 2014 год — 88 тысяч экземпляров

## Особенности стиля
Мария Метлицкая пишет, основываясь на историях друзей, коллег, знакомых. Является автором романа «И шарик вернется», по которому режиссёр Валерий Дявятилов снял сериал.

## Отзывы коллег
Писательница М. Ануфриева упоминает Метлицкую среди авторов книг, которые можно встретить в книжном магазине провинциального российского города.
Виктория Токарева отозвалась  о Марии Метлицкой так: «Для меня не существует писателей начинающих и продолжающих. Писатель – или он есть, или его нет. Мария Метлицкая – есть».

## Список произведений
Народная книга
- Мои университеты. Сборник рассказов о юности

За чужими окнами
- Его женщина
- Можно я побуду счастливой?
- Дневник свекрови
- Женщины, кот и собака
- Миленький ты мой
- Фиалки на десерт (сборник)
- Дорога на две улицы
- Женский день
- Я буду любить тебя вечно (сборник)
- Беспокойная жизнь одинокой женщины (сборник)
- Прощальная гастроль
- Её последний герой[4]
- То, что сильнее (сборник)
- После измены (сборник)
- И шарик вернется…
- Верный муж (сборник)
- Ошибка молодости (сборник)
- А жизнь была совсем хорошая (сборник)
- Всем сестрам… (сборник)
- Горький шоколад
- Второе дыхание (сборник)
- Цветы нашей жизни
- Незаданные вопросы
- Наша маленькая жизнь (сборник)
- Машкино счастье (сборник)
- Советы мудрой свекрови. О детях, мужьях и не только…
- Испытание медными трубами (сборник)
- Фиалки на десерт (повесть)
- Я буду любить тебя вечно
- Второе дыхание (сборник)
- Цветы нашей жизни

Женские судьбы. Уютная проза Марии Метлицкой
- Я тебя отпускаю[5]
- В тихом городке у моря[6]
- И все мы будем счастливы
- Самые родные, самые близкие (сборник)
- Осторожно, двери закрываются!

Современные рассказы о любви
- Коварство Золушки. Современные рассказы о любви (сборник)
- Современные рассказы о любви. Привычка жениться (сборник)
- Современные рассказы о любви. Адюльтер
- Белье на веревке. Современные рассказы о любви (сборник)
- Ассоциации, или Жизнь женщины

Перемены к лучшему
- Как я изменил свою жизнь к лучшему
- Отец
- Спасибо! Посвящается тем, кто изменил наши жизни (сборник)

Все возрасты любви
- Запретная любовь (сборник)

Рассказы о самом важном (Эксмо)
- Любовь, или Мой дом (сборник)

Радость сердца. Рассказы современных писателей
- Мама тебя любит, а ты её бесишь! (сборник)

Книга в сумочку
- Тяжелый путь к сердцу через желудок (сборник)

Коллекция современного рассказа
- Свой путь (сборник)

Женское счастье
- Вполне счастливые женщины (сборник)
- Женщина-отгадка (сборник)

Без серии
- Вечный запах флоксов (сборник)
- Странная женщина (сборник)
- Время для счастья
- Приезжие
- Високосный февраль
- Главные роли (сборник)
- На круги своя (сборник)
- Такова жизнь (сборник)
- Беспокойная жизнь одинокой женщины
- Цветы и птицы
- Странная женщина
- Кровь не вода (сборник)
- Бабье лето (сборник)
- Самые родные, самые близкие
- Обычная женщина, обычный мужчина (сборник)
- Первая любовь (сборник)
- Свои и чужие (сборник)
- А жизнь была совсем хорошая
- Женщины в периоды дефицита и изобилия
- Такова жизнь (сборник)
- Любовь к жизни
- Привычка жениться
- Кризис бабского возраста
- Зачем вы, девочки…
- Легко на сердце
- Адуся
- Грета
- Любовь — нелюбовь.
- Соленое Чёрное море
- Прощай навсегда!
- Понять, простить
- Зависть
- Женщина-отгадка
- Неподходящая партия
- Месть
- Запах антоновских яблок
- Пустые хлопоты
- Хозяйки судьбы, или Спутанные Богом карты (сборник)
- Добровольное изгнание из рая
- Ева Непотопляемая
- Мои университеты
- Бабье лето
- Фотограф
- Свои и чужие
- Милые люди
- Тяжелый крест
- Maдам и все остальные
- Хозяйки судьбы, или Спутанные богом карты
- Счастливая жизнь Веры Тапкиной
- Честное слово
- Дом творчества
- Слабак
- Вечнозеленый Любочкин
- Он и она
- Вопреки всему
- «Прелестницы»
- Вруша
- Божий подарок
- На всю оставшуюся жизнь…
- Вторая натура
- Хоть Бога к себе призови
- Близкие люди
- Дорогая Валерия
- Родная кровь
- Уроки Музы
- Алик — прекрасный сын
- Обычная женщина, обычный мужчина
- Внезапное прозрение Куропаткина
- Общие песни
- Не родись красивой
- Цена и плата
- Вечная любовь
- На круги своя
- Бедный, бедный Лева
- Баю-баюшки-баю
- Вполне счастливые женщины
- Союз нерушимый
- Правда и ложь
- Легкая жизнь
- Умная женщина Зоя Николаевна
- Закон природы
- Параллельные жизни созвездия Близнецов
- Шуба
- Все как обычно
- Проще не бывает
- Прелесть. О странностях любви
- Случайные обстоятельства
- В четверг — к третьей паре
- Отражение
- Счастье есть!
- Такова жизнь
- Удачный день
- Под небом голубым
- Нелогичная жизнь
- Кровь не вода
- Вечный запах флоксов
- Дочь
- Здравствуй, Париж!
- Победители
- Ночной звонок
- Зика
- Негромкие люди